# Tarzan in Manhattan
Tarzan in Manhattan ist ein US-amerikanischer Fernsehfilm aus dem Jahr 1989 von Regisseur Michael Schultz. In dem Action-Abenteuerfilm übernimmt Joe Lara die Rolle des Tarzan.

## Handlung
Tarzan verlässt Afrika, um nach New York City zu reisen, wo er nicht nur den Tod seiner Affenmutter Kala rächen will, sondern auch Cheeta retten muss. Dieser wurde von der vermeintlich gutherzigen Brightmore Foundation entführt, damit man an ihm illegale Test an seinem Affengehirn vornehmen kann. In New York angekommen, muss sich Tarzan allerdings anderen Gefahren als denen, die er im Dschungel gewöhnt ist, trotzen. Ihm zur Seite stehen die Taxifahrerin Jane Porter und ihr schrulliger Vater, der pensionierte Polizist Archimedes „Archie“ Porter.
Alle drei kommen der Organisation nahe und schaffen es, Cheeta zu befreien. Anschließend schließt sich Jane der Sicherheitsfirma ihres Vaters an und bittet Tarzan, ihnen ebenfalls zur Seite zu stehen.

## Kritik
„Leichtgewichtig-trivialer Pilotfilm einer Fernsehserie, die den 18. Tarzan-Darsteller der Filmgeschichte vorführt.“

„Ein Urwaldheld macht in New York den Affen“

## Veröffentlichung
Nachdem der Film am 15. April 1989 auf CBS zum ersten Mal ausgestrahlt worden war, erschien er in Deutschland am 5. Dezember 1989 direkt auf VHS.